# Byron Irvin
Byron Edward Irvin (La Grange, Illinois; 2 de diciembre de 1966) es un exjugador de baloncesto estadounidense que disputó 3 temporadas de la NBA, en Portland Trail Blazers y Washington Bullets. Con 1,95 metros de estatura, jugaba en la posición de escolta. Es el primo del también jugador de baloncesto Glenn "Doc" Rivers, y actualmente ejerce como agente deportivo.

## Trayectoria deportiva

### Universidad
En sus dos primeros años universitarios, Irvin asistió a la Universidad de Arkansas, donde en su segunda campaña promedió 9.9 puntos en 23.5 minutos de juego. Posteriormente fue transferido a la Universidad de Misuri y sus números ascendieron hasta los 19.7 puntos y 4.7 rebotes en su última temporada en la NCAA. En su corta carrera en los Tigers aportó 16.6 puntos y sus 708 puntos en su campaña senior fue la cuarta mejor marca en la historia de la universidad.

### Profesional
Irvin fue seleccionado en la 22ª posición del Draft de la NBA de 1989 por Portland Trail Blazers. Su estancia en el equipo de Oregón fue de una temporada, donde en 50 partidos firmó 5.2 puntos en 9.8 minutos de juego. El 1 de agosto de 1990 fue traspasado a Sacramento Kings, y antes de que diera comienzo la temporada regular fue enviado a Washington Bullets a cambio de Steve Colter. Tras firmar con Miami Heat y Orlando Magic sin llegar a debutar oficialmente, regresó a los Bullets en la temporada 1992-93.
Hasta 1995, su último año como baloncestista, jugó en varios equipos de la CBA y en el Hapoel Givat Yagur de la liga israelí.

## Estadísticas de su carrera en la NBA

### Temporada regular
| Temporada | Edad | Equipo                 | Liga | P  | TIT | MIN  | TC  | TCA | %TC  | 3P  | 3PA | %3P   | TL  | TLA | %TL  | R.OF. | R.DEF. | REB | ASIS | ROB | TAP | PER | FP  | PTS |
| 1989-90   | 23   | Portland Trail Blazers | NBA  | 50 | 2   | 9.8  | 1.9 | 4.1 | .473 | 0.1 | 0.3 | .357  | 1.2 | 1.8 | .670 | 0.6   | 0.9    | 1.5 | 0.9  | 0.6 | 0.0 | 0.8 | 0.8 | 5.2 |
| 1990-91   | 24   | Washington Bullets     | NBA  | 33 | 4   | 9.6  | 1.8 | 3.9 | .465 | 0.0 | 0.2 | .200  | 1.5 | 1.8 | .820 | 0.7   | 0.6    | 1.4 | 0.7  | 0.5 | 0.1 | 0.5 | 1.0 | 5.2 |
| 1992-93   | 26   | Washington Bullets     | NBA  | 4  | 2   | 11.3 | 2.3 | 4.5 | .500 | 0.3 | 0.3 | 1.000 | 0.8 | 1.5 | .500 | 0.5   | 0.5    | 1.0 | 0.5  | 0.3 | 0.0 | 1.0 | 1.3 | 5.5 |
| Total     |      |                        | NBA  | 87 | 8   | 9.8  | 1.9 | 4.0 | .471 | 0.1 | 0.2 | .350  | 1.3 | 1.8 | .722 | 0.6   | 0.8    | 1.4 | 0.8  | 0.5 | 0.0 | 0.7 | 0.9 | 5.2 |

### Playoffs
| Temporada | Edad | Equipo                 | Liga | P | MIN | TCA | TC | 3PA | 3P | TLA | TL | R.OF. | REB | ASIS | ROB | TAP | PER | FP | PTS | %TC  | %3P | %FT  | MIN  | PTS | REB | AST |
| 1989-90   | 23   | Portland Trail Blazers | NBA  | 4 | 47  | 5   | 22 | 0   | 0  | 5   | 6  | 4     | 8   | 5    | 2   | 0   | 3   | 7  | 15  | .227 |     | .833 | 11.8 | 3.8 | 2.0 | 1.3 |
| Total     |      |                        | NBA  | 4 | 47  | 5   | 22 | 0   | 0  | 5   | 6  | 4     | 8   | 5    | 2   | 0   | 3   | 7  | 15  | .227 |     | .833 | 11.8 | 3.8 | 2.0 | 1.3 |